# Daniel Oprița
Daniel Ionel Oprița (Drăgănești-Olt, Rumania, 10 de agosto de 1981) es un exfutbolista rumano. Actualmente es el entrenador del Steaua Bucarest.

## Trayectoria
Pese a jugar como delantero, Oprița no marcaba muchos goles. Sin embargo, su principal habilidad era la de crear espacios a sus compañeros para generar ocasiones de gol. Era un jugador entregado y dotado de una buena técnica.
Comenzó su carrera en el FCM Reșița en 2000 y jugó allí hasta el 2002 en la Divizia B. En 2002 pasó al FC Steaua Bucarest, donde jugó 7 años, disputando 107 partidos y anotando 15 goles. El 12 de abril de 2007 firmó un contrato de 4 años con el FC Dinamo Bucarest. En 2008 es cedido al UT Arad. Finalizada la temporada rescinde su contrato con el Dinamo y firma con el Lorca Deportiva CF de Segunda División B. Tras apenas un mes en el club blanquiazul declara que no se ha adaptado a la categoría ni a la vida en España y regresa a Rumanía aun sabiendo que no podría fichar por otro equipo hasta el mercado invernal. En enero ficha por el U Cluj de la Liga II.

## Selección nacional
Ha sido internacional con la Selección de fútbol de Rumanía en 6 encuentros, materializando 1 gol.  Debutó en 2003 contra Ucrania.

## Clubes
| Club               | País       | Año       |
| ------------------ | ---------- | --------- |
| FCM Reșița         | Rumanía    | 2000-2002 |
| FC Steaua Bucarest | Rumanía    | 2002-2007 |
| FC Dinamo Bucarest | Rumanía    | 2007-2008 |
| UT Arad            | Rumanía    | 2008      |
| Lorca Deportiva CF | España     | 2008      |
| FC Aarau           | Suiza      | 2009      |
| FK Baku            | Azerbaiyán | 2009      |
| Petrolul Ploiești  | Rumania    | 2010-2013 |

## Palmarés

### Campeonatos nacionales
| Título               | Club               | País    | Año     |
| -------------------- | ------------------ | ------- | ------- |
| Liga I               | FC Steaua Bucarest | Rumanía | 2004/05 |
| Liga I               | FC Steaua Bucarest | Rumanía | 2005/06 |
| Supercopa de Rumanía | FC Steaua Bucarest | Rumanía | 2005/06 |